# Mosambická kuchyně

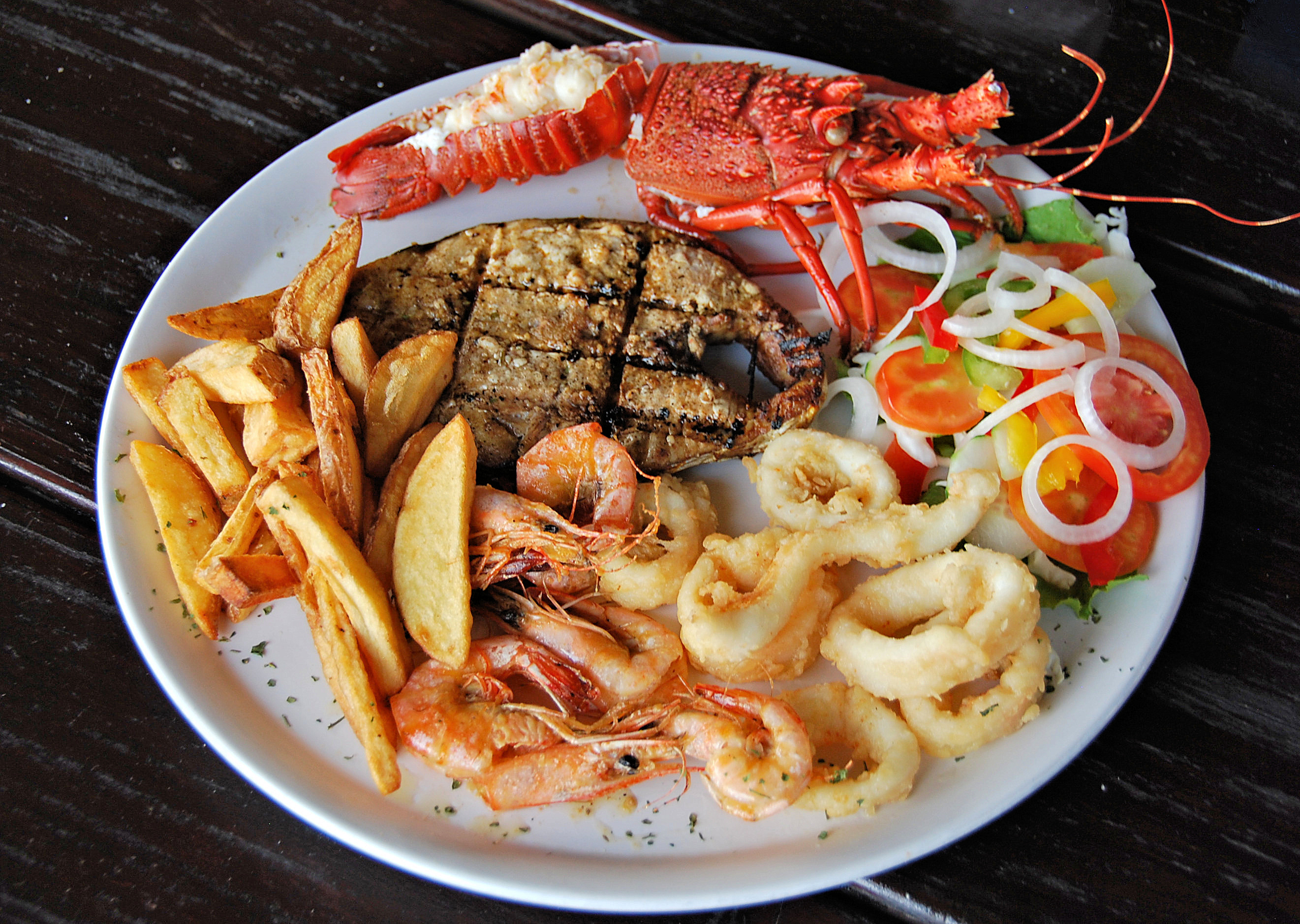
Mosambické mořské plody

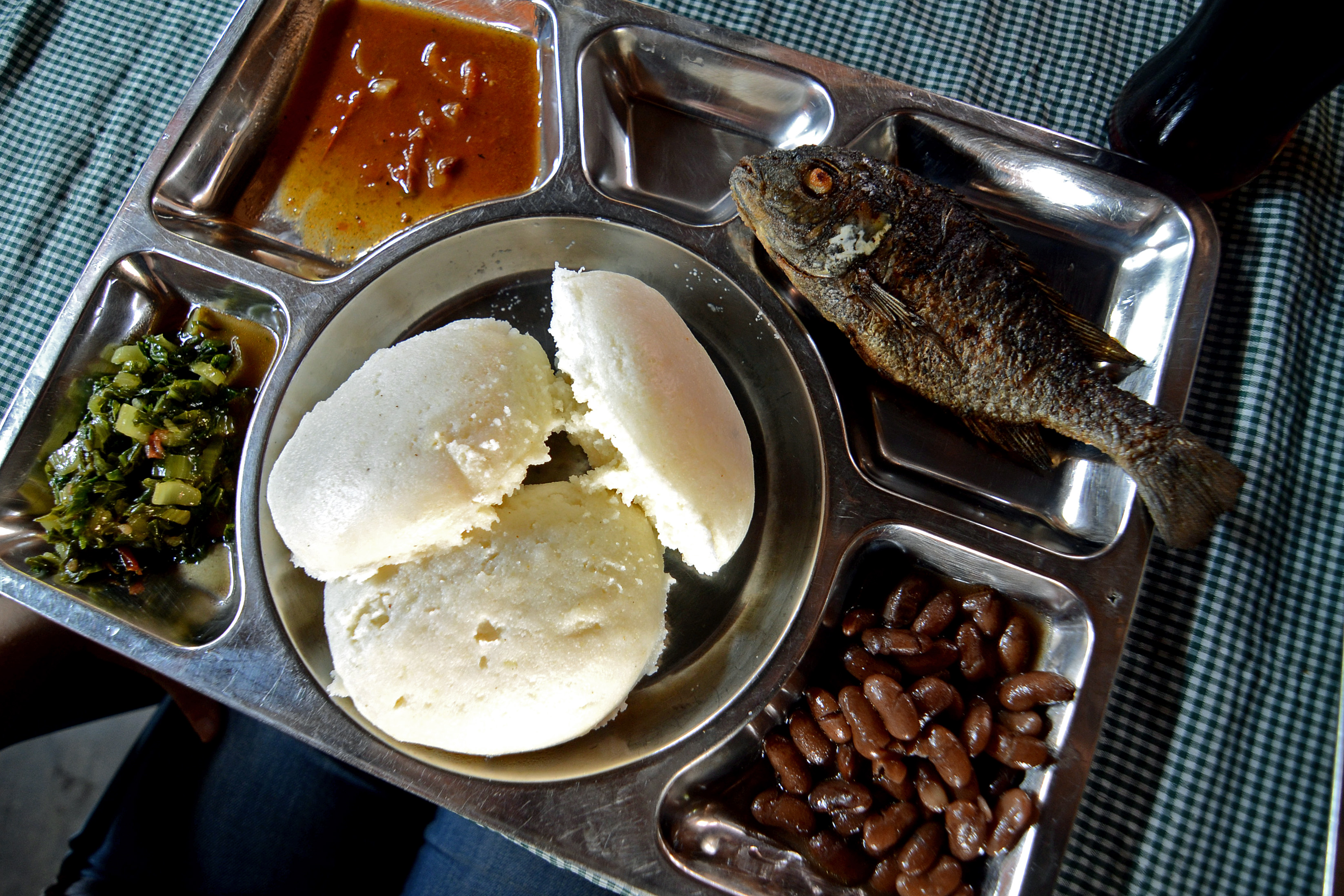
Ncima s fazolemi, rybou a omáčkami

Mosambická kuchyně byla ovlivněna portugalskou kuchyní. Používá kukuřici, maniok, rýži, maso, zeleninu, fazole, ryby, mořské plody, kešu ořechy, cibuli, jáhly, papriku, cukrovou třtinu, čirok nebo brambory. Mezi používaná koření patří pepř, chilli, korinadr nebo bobkový list.

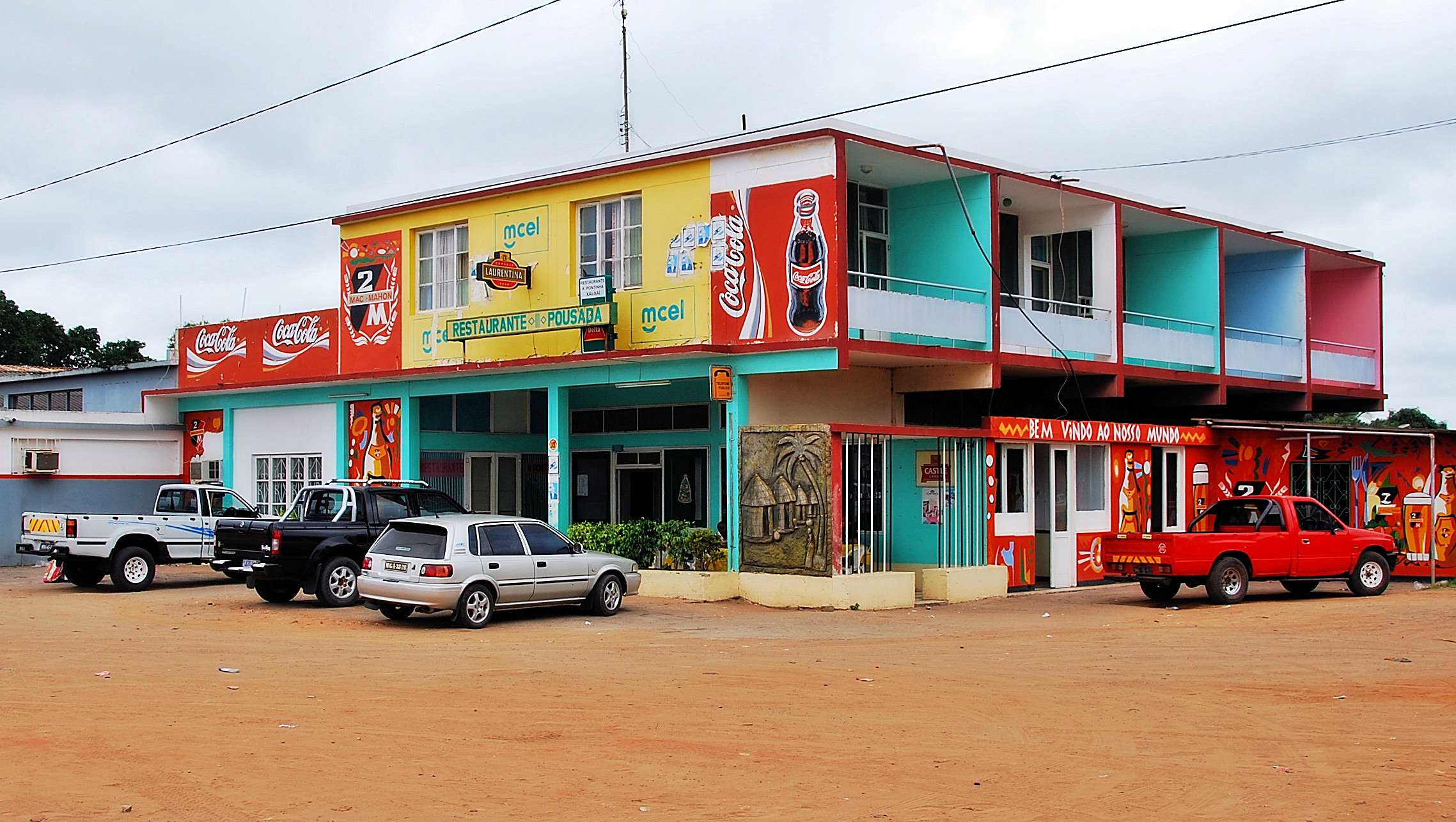
Restaurace ve městě Xai-Xai

## Příklady mosambických pokrmů
- Ncima, základní potravina v Mosambiku, jedná se o kukuřičnou kaši používanou jako přílohu.[2]
- Kuře piri-piri, grilované kuřecí maso marinované v marinádě z chilli[1][2]
- Matapa, omáčka z listů manioku, arašídů, kokosového mléka a cibule[1]
- Paozinho, rohlíky ze světlého těsta[1][2][3]
- Malasadas, portugalské smažené pečivo, podobné koblize[1][3]
- Prego roll, sendvič plněný steakem v omáčce piri-piri[1][4]
- Bolo polana, dort z kešu ořechů[2][5]

## Příklady mosambických nápojů
- Pivo, místní značka se jmenuje 2M[1][3]
- Rum, místní značka se jmenuje Tipo Tinto[1][6]